# National Automobile and Motor Company
National Automobile and Motor Company, vorher National Automobile Company, war ein US-amerikanischer Hersteller von Automobilen.

## Unternehmensgeschichte
H. H. Muggley und Charles Jameson gründeten 1902 die National Automobile Company in Oshkosh in Wisconsin. Marion Black war der Konstrukteur. Er stellte im August 1902 das erste Fahrzeug fertig. Der Markenname lautete National. Die beiden Gründer hofften vergebens auf eine Hilfe der Stadt zur Einführung der Serienproduktion.
Deshalb wechselten sie nach Milwaukee in Wisconsin. Dort gründeten sie im Februar 1903 die National Automobile and Motor Company. Möglicherweise war es auch nur eine Umfirmierung. Die Produktion begann. Die Weber Cycle Company aus dem gleichen Gebäude, die auch Fahrzeuge der General Automobile & Manufacturing Company verkaufte, vertrieb die Fahrzeuge. Bereits im September 1903 folgte der Bankrott.
Weitere US-amerikanische Hersteller von Personenkraftwagen der Marke National waren National Motor Company (1899–1900) und National Motor Vehicle Company (1900–1924).

## Fahrzeuge
Das erste Fahrzeug von August 1902 hatte eine Motorhaube, die jenen der Fahrzeuge von Renault ähnelte. Bei Renault war der Wasserkühler hinter dem Motor montiert, wodurch auf einen von vorne sichtbaren Kühlergrill verzichtet werden konnte. Ob der Motor im National wasser- oder luftgekühlt war, ist allerdings nicht bekannt. Der Aufbau war ein Tourenwagen mit vier Sitzen. Als Neupreis sind 1500 US-Dollar genannt.